# جيرالد فيرغسون
جيرالد فيرغسون هو رسام كندي، ولد في 29 يناير 1937 في سينسيناتي في الولايات المتحدة، وتوفي في 8 أكتوبر 2009 في هاليفاكس في كندا.